# Tuğba Sunguroğlu

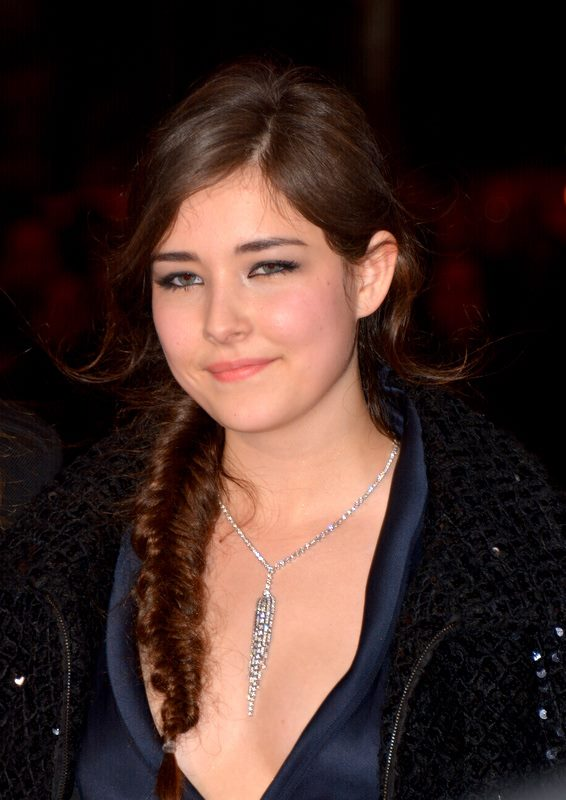
Tuğba Sunguroğlu, 2016

Tuğba Sunguroğlu (* 17. Mai 1999 in Istanbul) ist eine türkische Schauspielerin.

## Leben und Karriere
Sunguroğlu wurde am 17. Mai 1999 in Istanbul geboren. 2004 zog sie mit ihrer Familie nach Paris. Ihr Debüt gab sie 2015 in dem Film Mustang, wo sie die Hauptrolle spielte. 
Von 2021 bis 2022 bekam sie in der Fernsehserie Börü 2039 die Hauptrolle. 2022 war Sunguroğlu in dem Film Kanun, la loi du sang zu sehen. Außerdem tauchte sie im selben Jahr in dem Kurzfilm Ode auf.

## Filmografie (Auswahl)
- 2015: Mustang (Film)
- 2021–2022: Börü 2039 (Fernsehserie, 6 Episoden)
- 2022: Kanun, la loi du sang (Film)